# Muxerath
Muxerath település Németországban, Rajna-vidék-Pfalz tartományban. Lakosainak száma 37 fő (2023. december 31.).

## Népesség
A település népességének változása:
| Lakosok száma | 75   | 51   | 41   | 38   | 36   | 37   |
|               | 1975 | 2017 | 2019 | 2021 | 2022 | 2023 |